# Henri Konow
Henri Konow (Copenaghen, 7 febbraio 1862 – Copenaghen, 18 gennaio 1939) è stato un ammiraglio e politico danese.

## Biografia
Nato a Copenaghen, nel 1879 divenne cadetto della Marina reale danese e poi divenne sottotenente nel 1883.
All'inizio della prima guerra mondiale venne nominato Capitano di fregata della Valkyrie che stava in presidio a Charlotte Amalie (Indie occidentali danesi).
Il 3 ottobre 1916 venne nominato governatore delle Indie occidentali danesi e ammainò la bandiera danese nelle isole il 31 marzo 1917 quando le isole passarono agli Stati Uniti d'America e presero il nome di Isole Vergini Americane.
Ritornato in Danimarca, durante la Crisi di Pasqua del 1920 (30 marzo - 5 aprile) ricoprì la carica di Ministro degli Esteri e di Ministro della Difesa del governo di Otto Liebe.
Nel 1923 venne nominato ammiraglio di squadra e si ritirò il 7 febbraio 1927. Morì a Copenaghen nel 1939 a 76 anni d'età.